# ویل کوو، نوناووت
ویل کوو، نوناووت (به انگلیسی: Whale Cove, Nunavut) یک شهرک در کانادا است که در نوناووت واقع شده‌است. ویل کوو ۲۸۳٫۶۶ کیلومتر مربع مساحت و ۴۳۵ نفر جمعیت دارد و ۴۰ متر بالاتر از سطح دریا واقع شده‌است.